# Dionizy z Koryntu
Święty Dionizy, Dionizy z Koryntu (zm. ok. 171) – biskup Koryntu ok. 170, Ojciec Kościoła, święty katolicki i męczennik Kościoła wschodniego.
O życiu świętego niewiele wiadomo. Pisali o nim św. Hieronim i Euzebiusz z Cezarei. Dionizy zmarł w 11. roku panowania Marka Aureliusza. Krzyżowcy, za czasów Innocentego IV przewieźli ciało św. Dionizego do Rzymu i oddali pod opiekę klasztoru pod wezwaniem Świętego.
Dionizy jest autorem 7. listów („Katolickie listy do kościołów”) skierowanych do różnych biskupów, będących źródłem wiedzy o zasadach wiary i moralności wczesnego chrześcijaństwa. Jest również autorem „Listu do Rzymian”.
Jego wspomnienie w Kościele katolickim obchodzone jest 8 kwietnia.